# Рајчур
Рајчур је град у Индији у држави Карнатака. Према незваничним резултатима пописа 2011. у граду је живело 232.456 становника.

## Становништво
Према незваничним резултатима пописа, у граду је 2011. живело 232.456 становника.
| 1991.   | 2001.   | 2011.   |
| ------- | ------- | ------- |
| 157.551 | 207.421 | 232.456 |